# Josef von Sedlnitzky

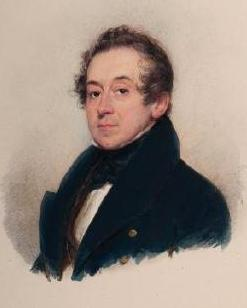
Josef von Sedlnitzky (1837),
aquarellierte Bleistiftzeichnung von Moritz Daffinger

Graf Josef Sedlnitzky Odrowąż von Choltitz (* 8. Januar 1778 in Tropplowitz, Österreichisch-Schlesien; † 21. Juni 1855 in Baden bei Wien) war ein Hofbeamter und Leiter der Polizei- und Zensurhofstelle während des Vormärz, Biedermeier in Wien unter dem Staatskanzler Metternich.

## Leben
Sedlnitzky war bereits 1806 Kreishauptmann in Weißkirchen. Anschließend kam er zur galizischen Landesstelle und wurde 1815 Vizepräsident und 1817 Präsident der Polizei- und Zensur-Hofstelle. Er wurde durch Kaiser Franz I. von Österreich mit Aufgaben der Zensur im biedermeierlichen Österreich betraut. Vor allem unter den österreichischen Künstlern des Vormärzes war Graf Sedlnitzky extrem unbeliebt. Abgesetzt wurde Graf Sedlnitzky 1848 im Zuge der Revolution in Wien. Gestorben ist Graf Sedlnitzky 1855 in Baden bei Wien. 
Sein Bruder Leopold war Bischof von Breslau und später Mitglied des Staatsrates unter Friedrich Wilhelm IV. von Preußen.